# Statistiche del Giro d'Italia
Al 2025, sono state corse centootto edizioni del Giro d'Italia. Di seguito sono riportate le statistiche relative alla corsa, aggiornate all'edizione in corso del 2025.

## Statistiche generali
| Descrizione                                                                              | Record               | Ciclista/Edizione/Sede |
| Classifica generale                                                                      | Classifica generale  | Classifica generale |
| ---------------------------------------------------------------------------------------- | -------------------- | --- |
| Maggior numero di edizioni vinte                                                         | 5                    | Alfredo Binda (1925, 1927, 1928, 1929, 1933) Fausto Coppi (1940, 1947, 1949, 1952, 1953) Eddy Merckx (1968, 1970, 1972, 1973, 1974) |
| Maggior numero di edizioni vinte consecutivamente                                        | 3                    | Carlo Galetti (1910, 1911, 1912) Alfredo Binda (1927, 1928, 1929) Eddy Merckx (1972, 1973, 1974) |
| Età del vincitore più anziano                                                            | 34 anni, 180 giorni  | Fiorenzo Magni (1955) |
| Età del vincitore più giovane                                                            | 20 anni, 268 giorni  | Fausto Coppi (1940) |
| Maggior tempo trascorso tra due Giri vinti da uno stesso corridore                       | 9 anni               | Gino Bartali (dal 1937 al 1946) |
| Maggior distacco fra primo e secondo classificato                                        | 1h57'26"             | Alfonso Calzolari (1º) e Pierino Albini (2º) nel 1914 |
| Minor distacco fra primo e secondo classificato                                          | 11"                  | Fiorenzo Magni (1º) e Ezio Cecchi (2º) nel 1948 |
| Maggior numero di podi                                                                   | 9                    | Felice Gimondi (3 vittorie, 2 secondi, 4 terzi posti dal 1965 al 1976) |
| Maggior numero di podi consecutivi                                                       | 5                    | Alfredo Binda (4 vittorie e 1 secondo posto dal 1925 al 1929) |
| Maggior numero di piazzamenti Top 10                                                     | 13                   | Gino Bartali (dal 1935 al 1953) |
| Leader delle classifiche finali                                                          |                      | |
| Maggior numero di giorni da leader della classifica generale                             | 79                   | Eddy Merckx |
| Leader dall'inizio alla fine di una edizione                                             | 4 ciclisti           | Costante Girardengo (1919, per 10 tappe) Alfredo Binda (1927, per 15 tappe) Eddy Merckx (1973, per 20 tappe) Gianni Bugno (1990, per 20 tappe) |
| Maggior numero di giorni da leader senza aver mai vinto il Giro                          | 16                   | José Manuel Fuente |
| Maggior numero di giorni da leader senza aver vinto una tappa.                           | 15                   | João Almeida |
| Vincitori senza aver mai guidato la classifica generale prima dell'ultima tappa          | 1                    | Tao Geoghegan Hart (2020) |
| Maggior numero di vittorie nella classifica degli scalatori                              | 7                    | Gino Bartali (1935, 1936, 1937, 1939, 1940, 1946, 1947) |
| Maggior numero di vittorie nella classifica a punti                                      | 4                    | Francesco Moser (1976, 1977, 1978, 1982) Giuseppe Saronni (1979, 1980, 1981, 1983) |
| Maggior numero di vittorie nella classifica per il miglior giovane                       | 2                    | Volodymyr Pulnikov (1989, 1990) Pavel Tonkov (1992, 1993) Bob Jungels (2016, 2017) Miguel Ángel López (2018, 2019) |
| Maggior numero di vittorie nella classifica della combattività                           | 2                    | Massimo Strazzer (2001, 2002) Stefano Garzelli (2009, 2011) Mark Cavendish (2012, 2013) |
| Maggior numero di triplette classifica generale-scalatori-a punti nella stessa edizione  | 1                    | Eddy Merckx (1968) |
| Maggior numero di doppiette classifica generale-scalatori nella stessa edizione          | 3                    | Gino Bartali (1936, 1937, 1946) |
| Maggior numero di doppiette classifica generale-a punti nella stessa edizione            | 2                    | Eddy Merckx (1968, 1973) Giuseppe Saronni (1979, 1983) |
| Maggior numero di doppiette classifica generale-giovani nella stessa edizione            | 1                    | Evgenij Berzin (1994) Nairo Quintana (2014) Tao Geoghegan Hart (2020) Egan Bernal (2021) |
| Vincitori del Giro d'Italia dopo aver vinto la classifica giovani in edizioni precedenti | 3 ciclisti           | Roberto Visentini (1978; 1986) Franco Chioccioli (1983; 1991) Pavel Tonkov (1992 e 1993; 1996) |
| Vincitori del Giro d'Italia e del Tour de France nello stesso anno                       | 8 ciclisti           | Eddy Merckx 3 volte (1970, 1972, 1974) Fausto Coppi 2 volte (1949, 1952) Bernard Hinault 2 volte (1982, 1985) Miguel Indurain 2 volte consecutive (1992, 1993) Jacques Anquetil 1 volta (1964) Stephen Roche 1 volta (1987) Marco Pantani 1 volta (1998) Tadej Pogačar 1 volta (2024) |
| Partecipanti                                                                             |                      | |
| Numero di partecipanti più alto                                                          | 298                  | 1928 |
| Numero di partecipanti più basso                                                         | 56                   | 1912 |
| Numero di corridori al termine più basso                                                 | 8                    | 1914 (su 81 partiti) |
| Maggior numero di partecipazioni                                                         | 18                   | Wladimiro Panizza (nel 1967 e dal 1969 al 1985) Domenico Pozzovivo (nel 2005, nel 2007, nel 2008, dal 2010 al 2024) |
| Maggior numero di partecipazioni consecutive                                             | 17                   | Wladimiro Panizza (dal 1969 al 1985) |
| Maggior numero di partecipazioni portate a termine                                       | 16                   | Wladimiro Panizza (1967, 1969, dal 1971 al 1980 e dal 1982 al 1985) |
| Maggior numero di partecipazioni consecutive portate a termine                           | 14                   | Gino Bartali (dal 1935 al 1954) |
| Età del partecipante più anziano                                                         | 46 anni              | Giovanni Gerbi (1932) |
| Vincitori di tappa                                                                       |                      | |
| Maggior numero di tappe vinte in assoluto                                                | 42                   | Mario Cipollini (in 14 partecipazioni) |
| Maggior numero di tappe vinte in un Giro                                                 | 12                   | Alfredo Binda (1927) |
| Maggior numero di tappe vinte consecutivamente in un Giro                                | 8                    | Alfredo Binda (1929) |
| Età del vincitore di tappa più anziano                                                   | 38 anni e 7 giorni   | Mark Cavendish (Roma > Roma del 2023) |
| Età del vincitore di tappa più giovane                                                   | 19 anni e 299 giorni | Olimpio Bizzi (Bari > Campobasso del 1936) |
| Percorso e tappe                                                                         |                      | |
| Giro più lungo                                                                           | 4 337 km             | 1954 |
| Giro più corto                                                                           | 2 448 km             | 1909 |
| Tappa più lunga                                                                          | 430 km               | 1914 (Lucca > Roma) |
| Tappa più corta (escluse le gare a cronometro)                                           | 31 km                | 1987 (Sanremo > San Romolo) |
| Cronometro più lunga                                                                     | 81 km                | 1951 (Perugia > Terni) |
| Cronometro più corta                                                                     | 1 km                 | 1986 (Palermo) |
| Fuga più lunga                                                                           | 350 km               | Lauro Bordin (Lucca > Roma del 1914) |
| Media record di una tappa in linea                                                       | 51,234 km/h          | Settima tappa del 2020 |
| Media record di una tappa a cronometro (oltre 15 km)                                     | 58.831 km/h          | Prima tappa del 2020 |
| Media record di una tappa a cronometro (meno di 15 km)                                   | 58.874 km/h          | Prologo del 2001 |
| Sede di tappa più frequente                                                              | 144                  | Milano |
| Sede di partenza più frequente                                                           | 60                   | Roma |
| Sede di arrivo più frequente                                                             | 89                   | Milano |

## Classifica generale

### Vincitori
Classifica dei singoli corridori vincitori della classifica generale.
Nell'edizione del 1912 la classifica generale si delineò a livello di competizione a squadre.
| Vittorie | Ciclista            | Anni                         |
| -------- | ------------------- | ---------------------------- |
| 5        | Alfredo Binda       | 1925, 1927, 1928, 1929, 1933 |
| 5        | Fausto Coppi        | 1940, 1947, 1949, 1952, 1953 |
| 5        | Eddy Merckx         | 1968, 1970, 1972, 1973, 1974 |
| 3        | Giovanni Brunero    | 1921, 1922, 1926             |
| 3        | Gino Bartali        | 1936, 1937, 1946             |
| 3        | Fiorenzo Magni      | 1948, 1951, 1955             |
| 3        | Felice Gimondi      | 1967, 1969, 1976             |
| 3        | Bernard Hinault     | 1980, 1982, 1985             |
| 2        | Carlo Galetti       | 1910, 1911                   |
| 2        | Costante Girardengo | 1919, 1923                   |
| 2        | Giovanni Valetti    | 1938, 1939                   |
| 2        | Charly Gaul         | 1956, 1959                   |
| 2        | Jacques Anquetil    | 1960, 1964                   |
| 2        | Franco Balmamion    | 1962, 1963                   |
| 2        | Giuseppe Saronni    | 1979, 1983                   |
| 2        | Miguel Indurain     | 1992, 1993                   |
| 2        | Ivan Gotti          | 1997, 1999                   |
| 2        | Gilberto Simoni     | 2001, 2003                   |
| 2        | Paolo Savoldelli    | 2002, 2005                   |
| 2        | Ivan Basso          | 2006, 2010                   |
| 2        | Alberto Contador    | 2008, 2015                   |
| 2        | Vincenzo Nibali     | 2013, 2016                   |
| 1        | Luigi Ganna         | 1909                         |
| 1        | Atala               | 1912                         |
| 1        | Carlo Oriani        | 1913                         |
| 1        | Alfonso Calzolari   | 1914                         |
| 1        | Gaetano Belloni     | 1920                         |
| 1        | Giuseppe Enrici     | 1924                         |
| 1        | Luigi Marchisio     | 1930                         |
| 1        | Francesco Camusso   | 1931                         |
| 1        | Antonio Pesenti     | 1932                         |
| 1        | Learco Guerra       | 1934                         |
| 1        | Vasco Bergamaschi   | 1935                         |
| 1        | Hugo Koblet         | 1950                         |
| 1        | Carlo Clerici       | 1954                         |
| 1        | Gastone Nencini     | 1957                         |
| 1        | Ercole Baldini      | 1958                         |
| 1        | Arnaldo Pambianco   | 1961                         |
| 1        | Vittorio Adorni     | 1965                         |
| 1        | Gianni Motta        | 1966                         |
| 1        | Gösta Pettersson    | 1971                         |
| 1        | Fausto Bertoglio    | 1975                         |
| 1        | Michel Pollentier   | 1977                         |
| 1        | Johan De Muynck     | 1978                         |
| 1        | Giovanni Battaglin  | 1981                         |
| 1        | Francesco Moser     | 1984                         |
| 1        | Roberto Visentini   | 1986                         |
| 1        | Stephen Roche       | 1987                         |
| 1        | Andrew Hampsten     | 1988                         |
| 1        | Laurent Fignon      | 1989                         |
| 1        | Gianni Bugno        | 1990                         |
| 1        | Franco Chioccioli   | 1991                         |
| 1        | Evgenij Berzin      | 1994                         |
| 1        | Tony Rominger       | 1995                         |
| 1        | Pavel Tonkov        | 1996                         |
| 1        | Marco Pantani       | 1998                         |
| 1        | Stefano Garzelli    | 2000                         |
| 1        | Damiano Cunego      | 2004                         |
| 1        | Danilo Di Luca      | 2007                         |
| 1        | Denis Men'šov       | 2009                         |
| 1        | Michele Scarponi    | 2011                         |
| 1        | Ryder Hesjedal      | 2012                         |
| 1        | Nairo Quintana      | 2014                         |
| 1        | Tom Dumoulin        | 2017                         |
| 1        | Chris Froome        | 2018                         |
| 1        | Richard Carapaz     | 2019                         |
| 1        | Tao Geoghegan Hart  | 2020                         |
| 1        | Egan Bernal         | 2021                         |
| 1        | Jai Hindley         | 2022                         |
| 1        | Primož Roglič       | 2023                         |
| 1        | Tadej Pogačar       | 2024                         |
| 1        | Simon Yates         | 2025                         |

### Vittorie per nazione
Elenco delle vittorie per nazione della classifica generale finale.
| Pos. | Nazione       | Vittorie | Ciclisti vincitori | Ultimo successo |
| ---- | ------------- | -------- | ------------------ | --------------- |
| 1    | Italia        | 69       | 42+1               | 2016            |
| 2    | Belgio        | 7        | 3                  | 1978            |
| 3    | Francia       | 6        | 3                  | 1989            |
| 4    | Spagna        | 4        | 2                  | 2015            |
| 5    | Svizzera      | 3        | 3                  | 1995            |
| 5    | Russia        | 3        | 3                  | 2009            |
| 5    | Gran Bretagna | 3        | 3                  | 2025            |
| 8    | Lussemburgo   | 2        | 1                  | 1959            |
| 8    | Colombia      | 2        | 2                  | 2021            |
| 8    | Slovenia      | 2        | 2                  | 2024            |
| 11   | Svezia        | 1        | 1                  | 1971            |
| 11   | Irlanda       | 1        | 1                  | 1987            |
| 11   | Stati Uniti   | 1        | 1                  | 1988            |
| 11   | Canada        | 1        | 1                  | 2012            |
| 11   | Paesi Bassi   | 1        | 1                  | 2017            |
| 11   | Ecuador       | 1        | 1                  | 2019            |
| 11   | Australia     | 1        | 1                  | 2022            |

### Vincitori più anziani
Classifica dei vincitori più anziani del Giro. Si riporta l'età nel giorno della vittoria finale.
| Pos. | Ciclista        | Anno | Età                 |
| ---- | --------------- | ---- | ------------------- |
| 1    | Fiorenzo Magni  | 1955 | 34 anni, 180 giorni |
| 2    | Tony Rominger   | 1995 | 34 anni, 69 giorni  |
| 3    | Fausto Coppi    | 1953 | 33 anni, 261 giorni |
| 4    | Felice Gimondi  | 1976 | 33 anni, 257 giorni |
| 5    | Primož Roglič   | 2023 | 33 anni, 211 giorni |
| 6    | Chris Froome    | 2018 | 33 anni, 7 giorni   |
| 7    | Francesco Moser | 1984 | 32 anni, 357 giorni |
| 8    | Simon Yates     | 2025 | 32 anni, 298 giorni |
| 9    | Fausto Coppi    | 1952 | 32 anni, 267 giorni |
| 10   | Ivan Basso      | 2010 | 32 anni, 185 giorni |

### Vincitori più giovani
Classifica dei vincitori più giovani del Giro. Si riporta l'età nel giorno della vittoria finale.
| Pos. | Ciclista          | Anno | Età                 |
| ---- | ----------------- | ---- | ------------------- |
| 1    | Fausto Coppi      | 1940 | 20 anni, 268 giorni |
| 2    | Luigi Marchisio   | 1930 | 21 anni, 43 giorni  |
| 3    | Giuseppe Saronni  | 1979 | 21 anni, 257 giorni |
| 4    | Gino Bartali      | 1936 | 21 anni, 325 giorni |
| 5    | Franco Balmamion  | 1962 | 22 anni, 150 giorni |
| 6    | Damiano Cunego    | 2004 | 22 anni, 254 giorni |
| 7    | Alfredo Binda     | 1925 | 22 anni, 290 giorni |
| 8    | Gino Bartali      | 1937 | 22 anni, 317 giorni |
| 9    | Eddy Merckx       | 1968 | 22 anni, 361 giorni |
| 10   | Francesco Camusso | 1931 | 23 anni, 82 giorni  |

### Distacchi in classifica
Minori distacchi tra primo e secondo classificato della graduatoria generale finale.
| Distacco | Vincitore      | Secondo classificato     | Anno |
| -------- | -------------- | ------------------------ | ---- |
| 11"      | Fiorenzo Magni | Ezio Cecchi              | 1948 |
| 12"      | Eddy Merckx    | Gianbattista Baronchelli | 1974 |
| 13"      | Fiorenzo Magni | Fausto Coppi             | 1955 |
| 14"      | Primoz Roglic  | Geraint Thomas           | 2023 |
| 16"      | Ryder Hesjedal | Joaquim Rodríguez        | 2012 |

### Podi
Classifica dei corridori con il maggior numero di podi.
| Pos. | Ciclista         | N. | Ripartizione dei podi al Giro              |
| ---- | ---------------- | -- | ------------------------------------------ |
| 1    | Felice Gimondi   | 9  | 3 vittorie; 2 secondi posti; 4 terzi posti |
| 2    | Fausto Coppi     | 7  | 5 vittorie; 2 secondi posti; 0 terzi posti |
| 3    | Gino Bartali     | 7  | 3 vittorie; 4 secondi posti; 0 terzi posti |
| 4    | Gilberto Simoni  | 7  | 2 vittorie; 1 secondo posto; 4 terzi posti |
| 5    | Alfredo Binda    | 6  | 5 vittorie; 1 secondo posto; 0 terzi posti |
| 6    | Giovanni Brunero | 6  | 3 vittorie; 2 secondi posti; 1 terzo posto |
| 7    | Jacques Anquetil | 6  | 2 vittorie; 2 secondi posti; 2 terzi posti |
| 7    | Vincenzo Nibali  | 6  | 2 vittorie; 2 secondi posti; 2 terzi posti |
| 9    | Francesco Moser  | 6  | 1 vittoria; 3 secondi posti; 2 terzi posti |
| 10   | Eddy Merckx      | 5  | 5 vittorie; 0 secondi posti; 0 terzi posti |
| 11   | Fiorenzo Magni   | 5  | 3 vittorie; 2 secondi posti; 0 terzi posti |

### Vincitori finali senza vittorie di tappa
Elenco dei vincitori finali che, nell'edizione vinta, non hanno conseguito nessuna vittoria di tappa.
| Edizione | Ciclista          |
| -------- | ----------------- |
| 1913     | Carlo Oriani      |
| 1946     | Gino Bartali      |
| 1951     | Fiorenzo Magni    |
| 1957     | Gastone Nencini   |
| 1961     | Arnaldo Pambianco |
| 1963     | Franco Balmamion  |
| 1962     | Franco Balmamion  |
| 1967     | Felice Gimondi    |
| 1969     | Felice Gimondi    |
| 1971     | Gösta Pettersson  |
| 1999     | Ivan Gotti        |
| 2002     | Paolo Savoldelli  |
| 2008     | Alberto Contador  |
| 2011     | Michele Scarponi  |
| 2012     | Ryder Hesjedal    |
| 2015     | Alberto Contador  |
| 2025     | Simon Yates       |

## Classifica scalatori

### Vincitori
Elenco dei corridori vincitori della classifica di miglior scalatore.
| N. | Atleta                     | Anno (Posizione in classifica generale)                                     |
| -- | -------------------------- | --------------------------------------------------------------------------- |
| 7  | Gino Bartali               | 1935 (7º), 1936 (1º), 1937 (1º), 1939 (2º), 1940 (9º), 1946 (1º), 1947 (2º) |
| 4  | José Manuel Fuente         | 1971 (39º), 1972 (2º), 1973 (8º), 1974 (5º)                                 |
| 3  | Fausto Coppi               | 1948 (ritirato), 1949 (1º), 1954 (4º)                                       |
| 3  | Franco Bitossi             | 1964 (10º), 1965 (7º), 1966 (8º)                                            |
| 3  | Claudio Bortolotto         | 1979 (15º), 1980 (25º), 1981 (9º)                                           |
| 3  | Claudio Chiappucci         | 1990 (12º), 1992 (2º), 1993 (3º)                                            |
| 2  | Raphaël Géminiani          | 1952 (9º), 1957 (5º)                                                        |
| 2  | Charly Gaul                | 1956 (1º), 1959 (1º)                                                        |
| 2  | Vito Taccone               | 1961 (15º), 1963 (6º)                                                       |
| 2  | Andrés Oliva               | 1975 (14º), 1976 (21º)                                                      |
| 2  | Lucien Van Impe            | 1982 (4º), 1983 (9º)                                                        |
| 2  | Mariano Piccoli            | 1995 (20º), 1996 (46º)                                                      |
| 2  | José Jaime González        | 1997 (15º), 1999 (23º)                                                      |
| 2  | Freddy González            | 2001 (46º), 2003 (35º)                                                      |
| 2  | Stefano Garzelli           | 2009 (5º), 2011 (26º)                                                       |
| 1  | Alfredo Binda              | 1933 (1º)                                                                   |
| 1  | Remo Bertoni               | 1934 (6º)                                                                   |
| 1  | Giovanni Valetti           | 1938 (1º)                                                                   |
| 1  | Hugo Koblet                | 1950 (1º)                                                                   |
| 1  | Louison Bobet              | 1951 (7º)                                                                   |
| 1  | Pasquale Fornara           | 1953 (3º)                                                                   |
| 1  | Gastone Nencini            | 1955 (3º)                                                                   |
| 1  | Federico Bahamontes        | 1956 (ritirato)                                                             |
| 1  | Jean Brankart              | 1958 (2º)                                                                   |
| 1  | Rik Van Looy               | 1960 (11º)                                                                  |
| 1  | Angelino Soler             | 1962 (12º)                                                                  |
| 1  | Aurelio González           | 1967 (11º)                                                                  |
| 1  | Eddy Merckx                | 1968 (1º)                                                                   |
| 1  | Claudio Michelotto         | 1969 (2º)                                                                   |
| 1  | Martin Van Den Bossche     | 1970 (3º)                                                                   |
| 1  | Francisco Galdós           | 1975 (2º)                                                                   |
| 1  | Faustino Fernández Ovies   | 1977 (31º)                                                                  |
| 1  | Ueli Sutter                | 1978 (10º)                                                                  |
| 1  | Laurent Fignon             | 1984 (2º)                                                                   |
| 1  | José Luis Navarro          | 1985 (19º)                                                                  |
| 1  | Pedro Muñoz                | 1986 (10º)                                                                  |
| 1  | Robert Millar              | 1987 (2º)                                                                   |
| 1  | Andrew Hampsten            | 1988 (1º)                                                                   |
| 1  | Luis Herrera               | 1989 (18º)                                                                  |
| 1  | Iñaki Gastón               | 1991 (23º)                                                                  |
| 1  | Pascal Richard             | 1994 (15º)                                                                  |
| 1  | Marco Pantani              | 1998 (1º)                                                                   |
| 1  | Francesco Casagrande       | 2000 (2º)                                                                   |
| 1  | Julio Alberto Pérez Cuapio | 2002 (19º)                                                                  |
| 1  | Fabian Wegmann             | 2004 (36º)                                                                  |
| 1  | José Rujano                | 2005 (3º)                                                                   |
| 1  | Juan Manuel Gárate         | 2006 (7º)                                                                   |
| 1  | Leonardo Piepoli           | 2007 (14º)                                                                  |
| 1  | Emanuele Sella             | 2008 (6º)                                                                   |
| 1  | Matthew Lloyd              | 2010 (50º)                                                                  |
| 1  | Matteo Rabottini           | 2012 (60º)                                                                  |
| 1  | Stefano Pirazzi            | 2013 (44º)                                                                  |
| 1  | Julián Arredondo           | 2014 (61º)                                                                  |
| 1  | Giovanni Visconti          | 2015 (18º)                                                                  |
| 1  | Mikel Nieve                | 2016 (25º)                                                                  |
| 1  | Mikel Landa                | 2017 (17°)                                                                  |
| 1  | Chris Froome               | 2018 (1º)                                                                   |
| 1  | Giulio Ciccone             | 2019 (16º)                                                                  |
| 1  | Ruben Guerreiro            | 2020 (33°)                                                                  |
| 1  | Geoffrey Bouchard          | 2021 (58°)                                                                  |
| 1  | Koen Bouwman               | 2022 (21°)                                                                  |
| 1  | Thibaut Pinot              | 2023 (5°)                                                                   |
| 1  | Tadej Pogačar              | 2024 (1°)                                                                   |
| 1  | Lorenzo Fortunato          | 2025 (24°)                                                                  |

### Vittorie per nazione
Elenco delle vittorie per nazione della classifica finale di miglior scalatore.
| N. | Nazione       | Ciclisti vincitori | Ultimo successo |
| -- | ------------- | ------------------ | --------------- |
| 40 | Italia        | 23                 | 2025            |
| 17 | Spagna        | 13                 | 2017            |
| 6  | Belgio        | 5                  | 1983            |
| 6  | Colombia      | 4                  | 2014            |
| 6  | Francia       | 5                  | 2023            |
| 3  | Svizzera      | 3                  | 1994            |
| 2  | Lussemburgo   | 1                  | 1959            |
| 2  | Gran Bretagna | 2                  | 2018            |
| 1  | Stati Uniti   | 1                  | 1988            |
| 1  | Messico       | 1                  | 2002            |
| 1  | Germania      | 1                  | 2004            |
| 1  | Venezuela     | 1                  | 2005            |
| 1  | Australia     | 1                  | 2010            |
| 1  | Portogallo    | 1                  | 2020            |
| 1  | Paesi Bassi   | 1                  | 2022            |
| 1  | Slovenia      | 1                  | 2024            |

## Classifica a punti

### Vincitori
Elenco dei corridori vincitori della classifica a punti.
| N. | Atleta                   | Anno (Posizione in classifica generale)    |
| -- | ------------------------ | ------------------------------------------ |
| 4  | Francesco Moser          | 1976 (4º), 1977 (2º), 1978 (3º), 1982 (8º) |
| 4  | Giuseppe Saronni         | 1979 (1º), 1980 (7º), 1981 (3º), 1983 (1º) |
| 3  | Roger De Vlaeminck       | 1972 (7º), 1974 (11º), 1975 (4º)           |
| 3  | Johan van der Velde      | 1985 (22º), 1987 (9º), 1988 (65º)          |
| 3  | Mario Cipollini          | 1992 (126º), 1997 (89º), 2002 (100º)       |
| 2  | Franco Bitossi           | 1969 (10º), 1970 (7º)                      |
| 2  | Eddy Merckx              | 1968 (1º), 1973 (1º)                       |
| 2  | Paolo Bettini            | 2005 (38º), 2006 (56º)                     |
| 2  | Giacomo Nizzolo          | 2015 (137º), 2016 (109º)                   |
| 2  | Arnaud Démare            | 2020 (121º), 2022 (130º)                   |
| 2  | Jonathan Milan           | 2023 (103º), 2024 (118º)                   |
| 1  | Gianni Motta             | 1966 (1º)                                  |
| 1  | Dino Zandegù             | 1967 (18º)                                 |
| 1  | Urs Freuler              | 1984 (98º)                                 |
| 1  | Guido Bontempi           | 1986 (99º)                                 |
| 1  | Giovanni Fidanza         | 1989 (110º)                                |
| 1  | Gianni Bugno             | 1990 (1º)                                  |
| 1  | Claudio Chiappucci       | 1991 (2º)                                  |
| 1  | Adriano Baffi            | 1993 (80º)                                 |
| 1  | Djamolidine Abdoujaparov | 1994 (44º)                                 |
| 1  | Tony Rominger            | 1995 (1º)                                  |
| 1  | Fabrizio Guidi           | 1996 (62º)                                 |
| 1  | Mariano Piccoli          | 1998 (35º)                                 |
| 1  | Laurent Jalabert         | 1999 (4º)                                  |
| 1  | Dmitrij Konyšev          | 2000 (57º)                                 |
| 1  | Massimo Strazzer         | 2001 (94º)                                 |
| 1  | Gilberto Simoni          | 2003 (1º)                                  |
| 1  | Alessandro Petacchi      | 2004 (97º)                                 |
| 1  | Danilo Di Luca           | 2007 (1º)                                  |
| 1  | Daniele Bennati          | 2008 (70º)                                 |
| 1  | Denis Men'šov            | 2009 (1º)                                  |
| 1  | Cadel Evans              | 2010 (5º)                                  |
| 1  | Michele Scarponi         | 2011 (1º)                                  |
| 1  | Joaquim Rodríguez        | 2012 (2º)                                  |
| 1  | Mark Cavendish           | 2013 (127º)                                |
| 1  | Nacer Bouhanni           | 2014 (140º)                                |
| 1  | Fernando Gaviria         | 2017 (129º)                                |
| 1  | Elia Viviani             | 2018 (132º)                                |
| 1  | Pascal Ackermann         | 2019 (122º)                                |
| 1  | Peter Sagan              | 2021 (117º)                                |
| 1  | Mads Pedersen            | 2025 (90º)                                 |

### Vittorie per nazione
Elenco delle vittorie per nazione della classifica finale a punti.
| N. | Nazione       | Ciclisti vincitori | Ultimo successo |
| -- | ------------- | ------------------ | --------------- |
| 35 | Italia        | 23                 | 2024            |
| 5  | Belgio        | 2                  | 1975            |
| 4  | Francia       | 3                  | 2022            |
| 3  | Paesi Bassi   | 1                  | 1988            |
| 2  | Svizzera      | 2                  | 1995            |
| 2  | Russia        | 2                  | 2009            |
| 1  | Uzbekistan    | 1                  | 1994            |
| 1  | Australia     | 1                  | 2010            |
| 1  | Spagna        | 1                  | 2012            |
| 1  | Gran Bretagna | 1                  | 2013            |
| 1  | Colombia      | 1                  | 2017            |
| 1  | Germania      | 1                  | 2019            |
| 1  | Slovacchia    | 1                  | 2021            |
| 1  | Danimarca     | 1                  | 2025            |

## Classifica giovani

### Vincitori
Elenco dei corridori vincitori della classifica di miglior giovane.
| N. | Atleta                  | Anno (Posizione in classifica generale) |
| -- | ----------------------- | --------------------------------------- |
| 2  | Volodymyr Pulnikov      | 1989 (11º), 1990 (4º)                   |
| 2  | Pavel Tonkov            | 1992 (7º), 1993 (5º)                    |
| 2  | Bob Jungels             | 2016 (6°), 2017 (8°)                    |
| 2  | Miguel Ángel López      | 2018 (3°), 2019 (7°)                    |
| 1  | Alfio Vandi             | 1976 (7º)                               |
| 1  | Mario Beccia            | 1977 (9º)                               |
| 1  | Roberto Visentini       | 1978 (15º)                              |
| 1  | Silvano Contini         | 1979 (5º)                               |
| 1  | Tommy Prim              | 1980 (4º)                               |
| 1  | Giuseppe Faraca         | 1981 (11º)                              |
| 1  | Marco Groppo            | 1982 (9º)                               |
| 1  | Franco Chioccioli       | 1983 (15º)                              |
| 1  | Charly Mottet           | 1984 (21º)                              |
| 1  | Alberto Volpi           | 1985 (10º)                              |
| 1  | Marco Giovannetti       | 1986 (8º)                               |
| 1  | Roberto Conti           | 1987 (15º)                              |
| 1  | Stefano Tomasini        | 1988 (9º)                               |
| 1  | Massimiliano Lelli      | 1991 (3º)                               |
| 1  | Evgenij Berzin          | 1994 (1º)                               |
| 1  | Andy Schleck            | 2007 (2º)                               |
| 1  | Riccardo Riccò          | 2008 (6º)                               |
| 1  | Kevin Seeldraeyers      | 2009 (10º)                              |
| 1  | Richie Porte            | 2010 (7º)                               |
| 1  | Roman Kreuziger         | 2011 (5º)                               |
| 1  | Rigoberto Urán          | 2012 (7º)                               |
| 1  | Carlos Alberto Betancur | 2013 (5º)                               |
| 1  | Nairo Quintana          | 2014 (1º)                               |
| 1  | Fabio Aru               | 2015 (2º)                               |
| 1  | Tao Geoghegan Hart      | 2020 (1º)                               |
| 1  | Egan Bernal             | 2021 (1º)                               |
| 1  | Juan Pedro López        | 2022 (10º)                              |
| 1  | João Almeida            | 2023 (3º)                               |
| 1  | Antonio Tiberi          | 2024 (5º)                               |
| 1  | Isaac Del Toro          | 2025 (2º)                               |

### Vittorie per nazione
Elenco delle vittorie per nazione della classifica finale di miglior giovane.
| N. | Nazione          | Ciclisti vincitori | Ultimo successo |
| -- | ---------------- | ------------------ | --------------- |
| 15 | Italia           | 15                 | 2024            |
| 6  | Colombia         | 5                  | 2021            |
| 3  | Russia           | 2                  | 1994            |
| 3  | Lussemburgo      | 3                  | 2017            |
| 2  | Unione Sovietica | 1                  | 1990            |
| 1  | Svezia           | 1                  | 1980            |
| 1  | Francia          | 1                  | 1984            |
| 1  | Belgio           | 1                  | 2009            |
| 1  | Australia        | 1                  | 2010            |
| 1  | Rep. Ceca        | 1                  | 2011            |
| 1  | Gran Bretagna    | 1                  | 2020            |
| 1  | Spagna           | 1                  | 2022            |
| 1  | Portogallo       | 1                  | 2023            |
| 1  | Messico          | 1                  | 2025            |

## Vittorie di tappa

### Vincitori
Elenco dei corridori con il maggior numero di tappe vinte al Giro d'Italia.
Statistiche aggiornate all'edizione 2023.
| Pos. | Nome                | Vittorie | Anni |
| ---- | ------------------- | -------- | --- |
| 1    | Mario Cipollini     | 42       | 1989 (1), 1990 (2), 1991 (3), 1992 (4), 1995 (2), 1996 (4), 1997 (5), 1998 (4), 1999 (4), 2000 (1), 2001 (4), 2002 (6), 2003 (2) |
| 2    | Alfredo Binda       | 41       | 1925 (1), 1926 (6), 1927 (12), 1928 (6), 1929 (8), 1931 (2), 1933 (6)                                                            |
| 3    | Learco Guerra       | 31       | 1930 (2), 1931 (4), 1932 (6), 1933 (3), 1934 (10), 1935 (5), 1937 (1)                                                            |
| 4    | Costante Girardengo | 30       | 1913 (1), 1914 (1), 1919 (7), 1921 (4), 1922 (1), 1923 (8), 1925 (6), 1926 (2)                                                   |
| 5    | Eddy Merckx         | 25       | 1967 (2), 1968 (4), 1969 (4), 1970 (3), 1972 (4), 1973 (6), 1974 (2)                                                             |
| 6    | Giuseppe Saronni    | 24       | 1978 (3), 1979 (3), 1980 (7), 1981 (3), 1982 (3), 1983 (3), 1985 (2)                                                             |
| 7    | Francesco Moser     | 23       | 1973 (1), 1976 (3), 1978 (4), 1979 (3), 1980 (1), 1981 (1), 1982 (2), 1984 (4), 1985 (3), 1986 (1)                               |
| 8    | Fausto Coppi        | 22       | 1940 (1), 1946 (3), 1947 (3), 1948 (2), 1949 (3), 1951 (2), 1952 (3), 1953 (3), 1954 (1), 1955 (1)                               |
| 8    | Roger De Vlaeminck  | 22       | 1972 (4), 1973 (3), 1974 (1), 1975 (7), 1976 (4), 1979 (3)                                                                       |
| 8    | Alessandro Petacchi | 22       | 2003 (6), 2004 (9), 2005 (4), 2009 (2), 2011 (1)                                                                                 |
| 11   | Franco Bitossi      | 21       | 1964 (4), 1965 (1), 1966 (2), 1967 (1), 1968 (2), 1969 (2), 1970 (4), 1971 (1), 1974 (3), 1975 (1)                               |
| 12   | Giuseppe Olmo       | 20       | 1933 (2), 1934 (3), 1935 (4), 1936 (10), 1937 (1)                                                                                |
| 12   | Miguel Poblet       | 20       | 1956 (4), 1957 (4), 1958 (3), 1959 (3), 1960 (3), 1961 (3)                                                                       |
| 14   | Gino Bartali        | 17       | 1935 (1), 1936 (3), 1937 (4), 1939 (4), 1940 (2), 1947 (2), 1950 (1)                                                             |
| 14   | Adolfo Leoni        | 17       | 1938 (1), 1939 (1), 1940 (4), 1946 (1), 1947 (3), 1948 (2), 1949 (3), 1950 (1), 1951 (1)                                         |
| 14   | Mark Cavendish      | 17       | 2008 (2), 2009 (4), 2011 (3), 2012 (3), 2013 (5), 2022 (1), 2023 (1)                                                             |
| 17   | Guido Bontempi      | 16       | 1981 (1), 1982 (1), 1983 (2), 1984 (1), 1986 (5), 1987 (1), 1988 (2), 1992 (2), 1993 (1)                                         |
| 18   | Raffaele Di Paco    | 15       | 1930 (1), 1932 (1), 1935 (4), 1936 (5), 1937 (1), 1938 (3)                                                                       |
| 18   | Rik Van Steenbergen | 15       | 1951 (2), 1952 (3), 1953 (1), 1954 (4), 1957 (5)                                                                                 |
| 18   | Marino Basso        | 15       | 1966 (1), 1968 (1), 1969 (4), 1970 (2), 1971 (3), 1972 (1), 1973 (1), 1974 (1), 1977 (1)                                         |
| 18   | Urs Freuler         | 15       | 1982 (3), 1984 (4), 1985 (3), 1986 (1), 1987 (1), 1988 (1), 1989 (2)                                                             |
| 22   | Gaetano Belloni     | 13       | 1919 (1), 1920 (4), 1921 (3), 1922 (2), 1925 (2), 1929 (1)                                                                       |
| 22   | Olimpio Bizzi       | 13       | 1936 (1), 1937 (2), 1938 (2), 1939 (2), 1940 (4), 1946 (1), 1950 (1)                                                             |
| 22   | Oreste Conte        | 13       | 1946 (3), 1947 (2), 1948 (2), 1949 (2), 1950 (2), 1952 (1), 1953 (1)                                                             |
| 22   | Patrick Sercu       | 13       | 1970 (1), 1971 (2), 1973 (1), 1974 (3), 1975 (3), 1976 (3)                                                                       |
| 22   | Moreno Argentin     | 13       | 1981 (2), 1982 (1), 1983 (2), 1984 (2), 1987 (3), 1993 (2), 1994 (1)                                                             |
| 27   | Rik Van Looy        | 12       | 1959 (4), 1960 (3), 1961 (3), 1962 (2)                                                                                           |
| 27   | Paolo Rosola        | 12       | 1981 (1), 1983 (3), 1984 (1), 1985 (2), 1987 (3), 1988 (2)                                                                       |
| 27   | Robbie McEwen       | 12       | 2002 (2), 2003 (2), 2004 (1), 2005 (3), 2006 (3), 2007 (1)                                                                       |

Il primato di vittorie di tappa in una singola edizione del Giro appartiene ad Alfredo Binda, che vinse 12 tappe nel 1927.
Il primato di vittorie di tappa consecutive appartiene sempre ad Alfredo Binda, che nel 1929 ne vinse 8.

### Vittorie per nazione
Elenco delle vittorie di tappa per nazione aggiornato al 1° giugno 2025.
| Pos. | Nazione          | N. vittorie | N. ciclisti | Ultimo successo |
| ---- | ---------------- | ----------- | ----------- | --------------- |
| 1    | Italia           | 1293        | 388         | 2025            |
| 2    | Belgio           | 171         | 51          | 2025            |
| 3    | Spagna           | 117         | 57          | 2025            |
| 4    | Francia          | 80          | 49          | 2025            |
| 5    | Svizzera         | 57          | 25          | 2021            |
| 6    | Germania         | 44          | 23          | 2025            |
| 7    | Australia        | 43          | 23          | 2025            |
| 8    | Gran Bretagna    | 37          | 11          | 2025            |
| 8    | Paesi Bassi      | 37          | 21          | 2025            |
| 10   | Colombia         | 34          | 17          | 2023            |
| 11   | Russia           | 25          | 10          | 2019            |
| 12   | Danimarca        | 19          | 12          | 2025            |
| 13   | Stati Uniti      | 15          | 12          | 2023            |
| 13   | Slovenia         | 15          | 6           | 2024            |
| 15   | Norvegia         | 13          | 5           | 2009            |
| 16   | Lussemburgo      | 12          | 2           | 2017            |
| 17   | Ucraina          | 9           | 4           | 2004            |
| 17   | Svezia           | 9           | 6           | 2010            |
| 17   | Irlanda          | 9           | 6           | 2023            |
| 20   | Rep. Ceca        | 7           | 5           | 2022            |
| 20   | Portogallo       | 7           | 3           | 2023            |
| 20   | Ecuador          | 7           | 3           | 2025            |
| 23   | Polonia          | 5           | 1           | 1989            |
| 23   | Slovacchia       | 5           | 2           | 2021            |
| 25   | Venezuela        | 4           | 2           | 2011            |
| 25   | Bielorussia      | 4           | 2           | 2015            |
| 25   | Messico          | 4           | 2           | 2025            |
| 28   | Lituania         | 3           | 3           | 2013            |
| 29   | Unione Sovietica | 2           | 1           | 1991            |
| 29   | Lettonia         | 2           | 1           | 1999            |
| 29   | Argentina        | 2           | 1           | 2007            |
| 32   | Sudafrica        | 1           | 1           | 1979            |
| 32   | Uzbekistan       | 1           | 1           | 1994            |
| 32   | Costa Rica       | 1           | 1           | 2012            |
| 32   | Estonia          | 1           | 1           | 2016            |
| 32   | Austria          | 1           | 1           | 2017            |
| 32   | Eritrea          | 1           | 1           | 2022            |